# وزارة يوسف وهبة باشا
وزارة يوسف وهبة باشا هي الوزارة السادسة والعشرون في مصر، صدر الأمر السلطاني بتشكيلها في 20 نوفمبر 1919.

## أعضاء الحكومة
| الوزارة               | الوزير                                                       | تعديل 4 مارس 1920                                           |
| --------------------- | ------------------------------------------------------------ | ----------------------------------------------------------- |
| رئيس مجلس الوزراء     | يوسف وهبة باشا                                               |                                                             |
| وزير المالية          | يوسف وهبة باشا (بالإضافة إلى منصبه رئيسًا لمجلس الوزراء)      |                                                             |
| وزير الحقانية         | أحمد ذو الفقار باشا                                          |                                                             |
| وزير الداخلية         | محمد توفيق نسيم باشا                                         |                                                             |
| وزير الأشغال العمومية | إسماعيل سري باشا                                             | محمد شفيق باشا (بالنيابة؛ بالإضافة إلى منصبه وزيرًا للزراعة) |
| وزير الحربية والبحرية | إسماعيل سري باشا (بالإضافة إلى منصبه وزيرًا للأشغال العمومية) | محمد شفيق باشا (بالنيابة؛ بالإضافة إلى منصبه وزيرًا للزراعة) |
| وزير المعارف العمومية | يحيى إبراهيم باشا                                            |                                                             |
| وزير الأوقاف          | حسين درويش بك                                                |                                                             |
| وزير الزراعة          | محمد شفيق باشا                                               |                                                             |
| وزير المواصلات        | أحمد زيور باشا                                               |                                                             |

## تعديلات
- في 21 فبراير 1920 تقدم إسماعيل سري باشا باستقالته وقبلت وأسند منصبه في 4 مارس 1920 إلى محمد شفيق باشا الذي استمر أيضا كوزير للزراعة على سبيل النيابة.[4][3]

## وصلات داخلية
- قائمة رؤساء مجلس وزراء مصر